# Sela pri Ajdovcu
Sela pri Ajdovcu (Duits: Sankt Nikolai bei Seisenberg) is een plaats in Slovenië en maakt deel uit van de gemeente Žužemberk in de NUTS-3-regio Jugovzhodna Slovenija. De plaats telde 8 inwoners op 1 januari 2020.